# Liaison (cuisine industrielle)
Pour les articles homonymes, voir Liaison (cuisine).

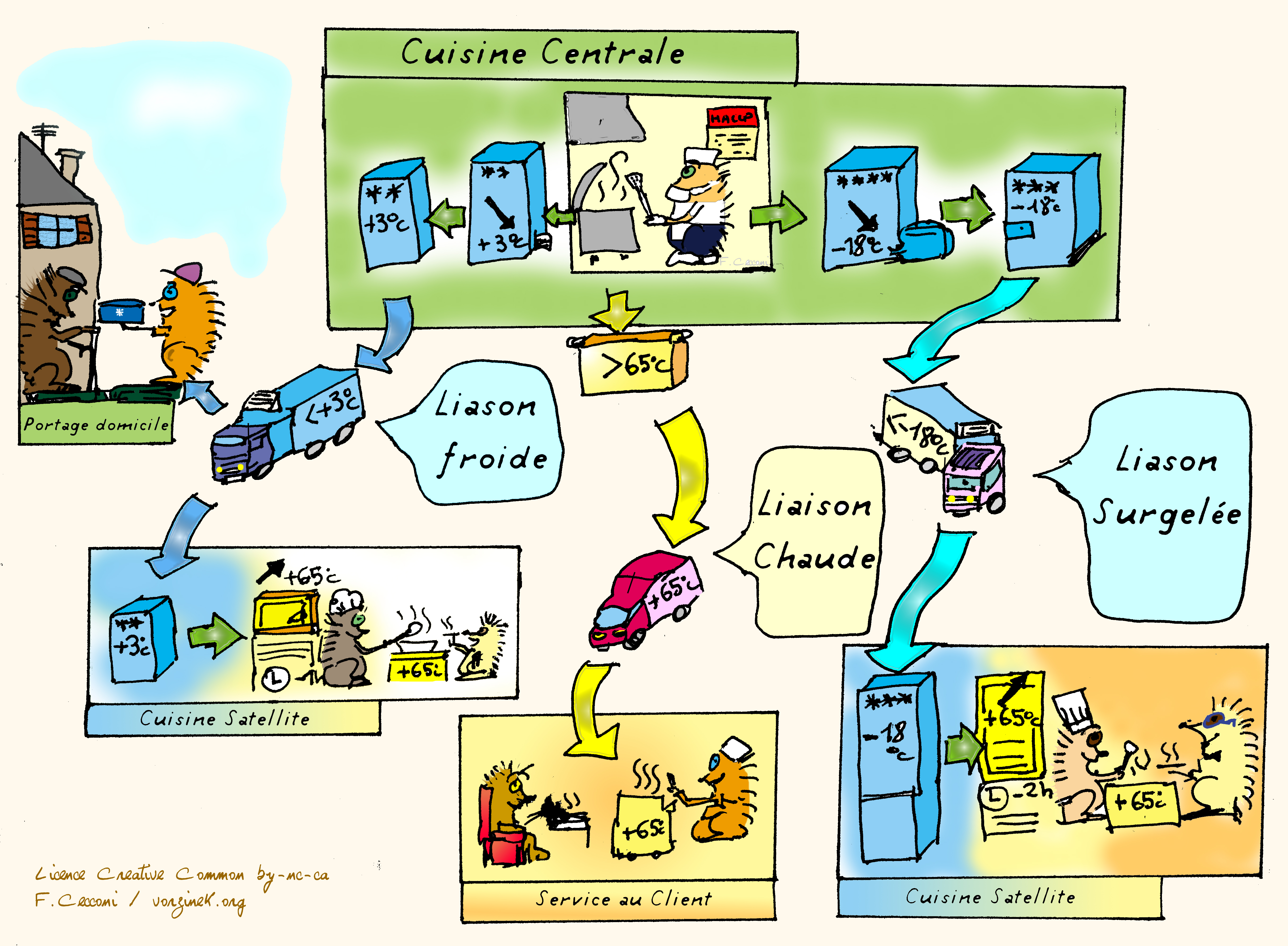
schéma de principe

Dans la restauration, le service d'un mets et sa consommation peuvent être différés par rapport au moment de la préparation ; on parle alors de liaison différée, cette liaison pouvant être chaude ou froide. 

## Liaison chaude
La conservation de mets servis et de consommés chauds et doit être maintenue au minimum 63 °C entre le moment de la préparation et celui du service.  Cela implique l'utilisation d'un matériel spécifique et de courtes durées de transport. Un exemple en est la livraison à domicile de repas chauds aux personnes âgées.

## Liaison froide ou liaison réfrigérée
La conservation et le transport des mets se fait à une température de 0 à 3 °C, les mets ayant été réfrigérés immédiatement après leur préparation. Le temps de conservation entre la production et la consommation peut aller de quatre à sept jours en fonction de la qualité de la chaine du froid.
La liaison froide est née dans les années 1970 avec un arsenal législatif et règlementaire rigoureux.

## Liaison surgelée
Le transport des mets se fait à une température inférieure à -18 °C, les mets ayant été surgelés immédiatement après leur préparation.

## Liaison mixte
Cette expression est utilisée lorsqu'un service de restauration utilise simultanément liaison chaude et liaison froide.